# Port lotniczy Punta de Maisi
Port lotniczy Punta de Maisi (IATA: UMA, ICAO: MUMA) – port lotniczy położony w Punta de Maisi, w prowincji Guantánamo, na Kubie.